# Wehrbleck
Wehrbleck is een gemeente in de Duitse deelstaat Nedersaksen. De gemeente maakt deel uit van de Samtgemeinde Kirchdorf in het Landkreis Diepholz. Wehrbleck telt 752 inwoners.
- Gemeinsame Normdatei: 5226686-2
- Virtual International Authority File: 136893062
- WorldCat: E39PCjrQvm7HVXbH8KMYrTMmwK